# Gérard de Lally-Tollendal
Trophime Gérard de Lally-Tollendal, född 5 mars 1751 i Paris, död där 11 mars 1830, var en fransk markis och politiker. Han var son till Thomas Arthur de Lally-Tollendal.
Lally-Tollendal blev 1789 deputerad för adelsståndet och framträdde här som en av den moderata högerns mest framstående representanter. Som anhängare av tvåkammarsystem och kungens absoluta veto emigrerade han 1789. Under konsulatet återvände Lally-Tollendal till Frankrike och blev under restaurationen pär och ledamot av Franska akademien.